# Asadabad
Asadabad est une petite ville d'Iran près de la ville de Hamadan. Elle est connue comme le lieu de naissance de Jamaleddin et Seyyed Mohammad Najafi.